# Australische Cricket-Nationalmannschaft in den West Indies in der Saison 2008
Die Tour der australischen Cricket-Nationalmannschaft nach West Indies in der Saison 2008 fand vom 16. Mai bis zum 6. Juli 2008 statt. Die internationale Cricket-Tour war Teil der internationalen Cricket-Saison 2008 und umfasste drei Test Matches, ein Twenty20 und fünf ODIs. Australien gewann die Testserie 2-0 und die ODI-Serie 5-0, während die West Indies das Twenty20 gewannen.

## Vorgeschichte
Für beide Teams war es die erste Tour der Saison. Die letzte Tour der beiden Mannschaften gegeneinander fand in der Saison 2005/06 in Australien statt.
Teil der Tour war das erste Twenty20 International das in den West Indies ausgetragen wurde. Ein Thema vor der Tour war die neugegründete Indian Premier League, deren Austragungszeitraum sich mit der Tour überschnitt und drohte Spieler an der Teilnahme der Tour zu hindern.

## Stadien
Als Austragungsorte wurden folgende Stadien festgelegt, die am 11. November 2007 bekanntgegeben wurden.
| Stadt        | Land                           | Stadion                     | Kapazität | Spiele          |
| ------------ | ------------------------------ | --------------------------- | --------- | --------------- |
| Basseterre   | St. Kitts und Nevis            | Warner Park                 | 8.000     | 4. ODI; 5. ODI  |
| Bridgetown   | Barbados                       | Kensington Oval             | 11.000    | 3. Test; 1. T20 |
| Kingston     | Jamaika                        | Sabina Park                 | 20.000    | 1. Test         |
| Kingstown    | St. Vincent und die Grenadinen | Arnos Vale Stadium          | 18.000    | 1. ODI          |
| North Sound  | Antigua und Barbuda            | Sir Vivian Richards Stadium | 10.000    | 2. Test         |
| St. George's | Grenada                        | Grenada National Stadium    | 20.000    | 2. ODI; 3. ODI  |

## Kaderlisten
Australien benannte seine Kader am 1. April 2008. Die West Indies benannten einen vorläufigen Kader am 7. Mai 2008.
| Test | Test | ODI | ODI | Twenty20 | Twenty20 |
| West Indies | Australien | West Indies | Australien | West Indies | Australien |
| --- | --- | --- | --- | --- | --- |
| - Ramnaresh Sarwan (K) - Dwayne Bravo - Sulieman Ben - Shivnarine Chanderpaul - Sewnarine Chattergoon - Fidel Edwards - Ryan Hinds - Amit Jaggernauth - Xavier Marshall - Runako Morton - Brenton Parchment - Daren Powell - Denesh Ramdin (wk) - Kemar Roach - Darren Sammy - Devon Smith - Jerome Taylor | - Ricky Ponting (K) - Michael Clarke (vK) - Doug Bollinger - Beau Casson - Stuart Clarke - Brad Haddin (wk) - Matthew Hayden - Brad Hodge - Michael Hussey - Phil Jaques - Mitchell Johnson - Simon Katich - Brett Lee - Stuart MacGill - Luke Ronchi - Andrew Symonds | - Chris Gayle (K) - Sulieman Benn - Dwayne Bravo - Patrick Browne - Shivnarine Chanderpaul - Fidel Edwards - Shawn Findlay - Andre Fletcher - Xavier Marshall - Nikita Miller - Kieron Pollard - Daren Powell - Denesh Ramdin (wk) - Kemar Roach - Darren Sammy - Ramnaresh Sarwan - Jerome Taylor | - Ricky Ponting (K) - Michael Clarke (vK) - Nathan Bracken - Stuart Clark - Brad Haddin (wk) - James Hopes - David Hussey - Michael Hussey - Mitchell Johnson - Brett Lee - Shaun Marsh - Luke Ronchi - Andrew Symonds - Shane Watson - Cameron White | - Ramnaresh Sarwan (K) - Sulieman Benn - Dwayne Bravo - Shivnarine Chanderpaul - Fidel Edwards - Andre Fletcher - Xavier Marshall - William Perkins - Kieron Pollard - Daren Powell - Denesh Ramdin (wk) - Kemar Roach - Darren Sammy - Jerome Taylor | - Ricky Ponting (K) - Michael Clarke (vK) - Nathan Bracken - Stuart Clark - Brad Haddin (wk) - James Hopes - David Hussey - Michael Hussey - Mitchell Johnson - Brett Lee - Shaun Marsh - Andrew Symonds - Shane Watson - Cameron White |

## Tour Matches
| 16. – 18. Mai Scorecard | Trelawny | Jamaica Select XI 297 (69) & 194 (58.2) | – | Australians 396 (113.3) & 65-1 (13.3) |
|                         |          | Remis                                   |   |                                       |

| 21. Juni Scorecard | Bridgetown | Australians 337-6 (50)           | – | University of West Indies Vice Chancellor's XI 126 (33.1) |
|                    |            | Australians gewinnt mit 211 Runs |   |                                                           |

## Tests

### Erster Test in Kingston
| 22. – 26. Mai Scorecard | Kingston | Australien 431 (126.5) & 167 (56.5) | – | West Indies 312 (106) & 191 (67) |
|                         |          | Australien gewinnt mit 95 Runs      |   |                                  |

### Zweiter Test in North Sound
| 30. Mai – 2. Juni Scorecard | North Sound | Australien 479-7d (136) & 244-6d (61.5) | – | West Indies 352 (107) & 266-5 (93) |
|                             |             | Remis                                   |   |                                    |

### Dritter Test in Bridgetown
| 12. – 16. Juni Scorecard | Bridgetown | Australien 251 (67.1) & 439-5d (145) | – | West Indies 216 (58.5) & 387 (105.4) |
|                          |            | Australien gewinnt mit 87 Runs       |   |                                      |

## Twenty20 International in Bridgetown
| 20. Juni Scorecard | Bridgetown | Australien 97-3 (11/11)           | – | West Indies 102-3 (9.1/11) |
|                    |            | West Indies gewinnt mit 7 Wickets |   |                            |

## One-Day Internationals

### Erstes ODI in Kingstown
| 24. Juni Scorecard | Kingstown | Australien 273-8 (50)          | – | West Indies 189 (39.5) |
|                    |           | Australien gewinnt mit 84 Runs |   |                        |

Dwayne Bravo wurde auf Grund von zeigens offener Meinungsverschiedenheit mit dem Schiedsrichter mit einer Geldstrafe belegt.

### Zweites ODI in St. George’s
| 27. Juni Scorecard | St. George's | Australien 213-5 (50)                       | – | West Indies 140-8 (41) |
|                    |              | Australien gewinnt mit 63 Runs (D/L method) |   |                        |

### Drittes ODI in St. George’s
| 29. Juni Scorecard | St. George's | West Indies 223 (48)             | – | Australien 227-3 (40.3) |
|                    |              | Australien gewinnt mit 7 Wickets |   |                         |

### Viertes ODI in Basseterre
| 4. Juli Scorecard | Basseterre | Australien 282-8 (50)        | – | West Indies 281-6 (50) |
|                   |            | Australien gewinnt mit 1 Run |   |                        |

### Fünftes ODI in Basseterre
| 6. Juli Scorecard | Basseterre | Australien 341-8 (50)           | – | West Indies 172 (39.5) |
|                   |            | Australien gewinnt mit 169 Runs |   |                        |

## Statistiken
Die folgenden Cricketstatistiken wurden bei dieser Tour erzielt.
| Tests                  | Tests       | Tests   | Tests   | Tests   | Tests   | Tests   | Tests   | Tests   |
| Batting                | Batting     | Batting | Batting | Batting | Batting | Batting | Batting | Batting |
| Spieler                | Mannschaft  | Spiele  | Innings | Runs    | Average | HS      | 100s    | 50s     |
| ---------------------- | ----------- | ------- | ------- | ------- | ------- | ------- | ------- | ------- |
| Shivnarine Chanderpaul | West Indies | 3       | 6       | 442     | 147,33  | 118     | 2       | 3       |
| Ricky Ponting          | Australien  | 3       | 6       | 323     | 53,83   | 158     | 1       | 1       |
| Simon Katich           | Australien  | 3       | 5       | 319     | 63,80   | 157     | 2       | 0       |
| Ramnaresh Sarwan       | West Indies | 3       | 6       | 275     | 45,83   | 128     | 1       | 1       |
| Andrew Symonds         | Australien  | 3       | 6       | 264     | 66,00   | 79      | 0       | 3       |
| Bowling                |             |         |         |         |         |         |         |         |
| Spieler                | Mannschaft  | Spiele  | Overs   | Wickets | Average | BBI     | 5W      | 10W     |
| Brett Lee              | Australien  | 3       | 132.4   | 18      | 23,72   | 5/59    | 1       | 0       |
| Fidel Edwards          | West Indies | 3       | 108.5   | 15      | 25,13   | 5/104   | 1       | 0       |
| Stuart Clark           | Australien  | 3       | 110     | 13      | 19,30   | 5/32    | 1       | 0       |
| Mitchell Johnson       | Australien  | 3       | 104.5   | 10      | 34,70   | 4/41    | 0       | 0       |
| Dwayne Bravo           | West Indies | 3       | 116.5   | 10      | 37,10   | 4/47    | 0       | 0       |

| ODIs                   | ODIs        | ODIs    | ODIs    | ODIs    | ODIs    | ODIs    | ODIs    | ODIs    |
| Batting                | Batting     | Batting | Batting | Batting | Batting | Batting | Batting | Batting |
| Spieler                | Mannschaft  | Spiele  | Innings | Runs    | Average | HS      | 100s    | 50s     |
| ---------------------- | ----------- | ------- | ------- | ------- | ------- | ------- | ------- | ------- |
| Shane Watson           | Australien  | 5       | 5       | 206     | 41,20   | 126     | 1       | 0       |
| Michael Hussey         | Australien  | 5       | 4       | 194     | 48,50   | 62      | 0       | 2       |
| Chris Gayle            | West Indies | 5       | 5       | 180     | 36,00   | 92      | 0       | 2       |
| Shivnarine Chanderpaul | West Indies | 4       | 4       | 168     | 56,00   | 53      | 0       | 1       |
| Andrew Symonds         | Australien  | 3       | 3       | 161     | 80,50   | 87      | 0       | 2       |
| Bowling                |             |         |         |         |         |         |         |         |
| Spieler                | Mannschaft  | Spiele  | Overs   | Wickets | Average | BBI     | 5W      | 10W     |
| Nathan Bracken         | Australien  | 5       | 38.5    | 8       | 19,75   | 4/31    | 0       | 0       |
| Mitchell Johnson       | Australien  | 5       | 36.5    | 8       | 20,75   | 5/29    | 1       | 0       |
| Brett Lee              | Australien  | 5       | 44      | 7       | 29,14   | 3/64    | 0       | 0       |
| Michael Clarke         | Australien  | 5       | 24      | 6       | 17,66   | 3/26    | 0       | 0       |
| Shane Watson           | Australien  | 5       | 27      | 6       | 19,83   | 2/22    | 0       | 0       |
| Fidel Edwards          | West Indies | 4       | 28      | 6       | 32,66   | 3/86    | 0       | 0       |

| Twenty20        | Twenty20    | Twenty20 | Twenty20 | Twenty20 | Twenty20 | Twenty20 | Twenty20 | Twenty20 |
| Batting         | Batting     | Batting  | Batting  | Batting  | Batting  | Batting  | Batting  | Batting  |
| Spieler         | Mannschaft  | Spiele   | Innings  | Runs     | Average  | HS       | 100s     | 50s      |
| --------------- | ----------- | -------- | -------- | -------- | -------- | -------- | -------- | -------- |
| Xavier Marshall | West Indies | 1        | 1        | 36       | 36,00    | 36       | 0        | 0        |
| Luke Ronchi     | Australien  | 1        | 1        | 36       | 36,00    | 36       | 0        | 0        |
| Shaun Marsh     | Australien  | 1        | 1        | 29       | 29,00    | 29       | 0        | 0        |
| Dwayne Bravo    | West Indies | 1        | 1        | 28       |          | 28*      | 0        | 0        |
| Shane Watson    | Australien  | 1        | 1        | 17       |          | 17*      | 0        | 0        |
| Bowling         |             |          |          |          |          |          |          |          |
| Spieler         | Mannschaft  | Spiele   | Overs    | Wickets  | Average  | BBI      | 5W       | 10W      |
| Kemar Roach     | West Indies | 1        | 3        | 2        | 14,50    | 2/29     | 0        | 0        |
| Dwayne Bravo    | West Indies | 1        | 2        | 1        | 12,00    | 1/12     | 0        | 0        |
| Shane Watson    | Australien  | 1        | 2.1      | 1        | 17,00    | 1/17     | 0        | 0        |

## Player of the Series
Als Player of the Series wurden die folgenden Spieler ausgezeichnet.
| Serie | Player of the Series   |
| ----- | ---------------------- |
| Test  | Shivnarine Chanderpaul |
| ODI   | Shane Watson           |

### Player of the Match
Als Player of the Match wurden die folgenden Spieler ausgezeichnet.
| Spiel   | Player of the Match    |
| ------- | ---------------------- |
| 1. Test | Stuart Clark           |
| 2. Test | Shivnarine Chanderpaul |
| 3. Test | Simon Katich           |
| 1. ODI  | Shaun Marsh            |
| 2. ODI  | Michael Clarke         |
| 3. ODI  | Shane Watson           |
| 4. ODI  | Andrew Symonds         |
| 5. ODI  | Luke Ronchi            |
| 1. T20  | Xavier Marshall        |